# Mojzesovo
Mojzesovo este o comună slovacă, aflată în districtul Nové Zámky din regiunea Nitra. Localitatea se află la altitudinea de 128 m deasupra n.m., se întinde pe o suprafață de 7,49 km2 și în 2017 număra 1.323 de locuitori.

## Istoric
Localitatea Mojzesovo este atestată documentar din 1273.

## Demografie
| An:                | 1994 | 2004   | 2014   | 2024   |
| ------------------ | ---- | ------ | ------ | ------ |
| Număr de persoane: | 1399 | 1374   | 1312   | 1326   |
| Diferență:         |      | −1,78% | −4,51% | +1,06% |

| An:                | 2023 | 2024   |
| ------------------ | ---- | ------ |
| Număr de persoane: | 1322 | 1326   |
| Diferență:         |      | +0,30% |